# 軒轅劍網路版2 飛天歷險
《軒轅劍網路版2 飛天歷險》，先有縮寫《飛天歷險》，後因台灣的網路遊戲稱呼習慣而簡稱為「飛天」，英文名稱為Dream of Mirror Online，縮寫為DOMO（恰巧與最早的遊戲開發小組同名）。採用RenderWare引擎開發而成，遊戲美術風格為清新明亮的卡通渲染畫風。已於2005年9月3日正式營運收費。雖名為二代，但是故事劇情以及背景設定與《軒轅劍網路版》並無直接關聯。

## 概要
故事設定發生於「崑崙鏡」的世界當中，因為崑崙鏡世界的秩序失恆，於是鏡中世界的管理者「鏡王」（名字取自《爾雅‧釋天》中的12地支名稱）便從現實世界尋求幫助，而玩家所扮演的即是受到鏡王召喚而進入鏡中世界的勇者。玩家在遊戲當中可以選擇四種不同的種族來扮演：天人、人類、修羅、鏡童。在遊戲當中也可以自由轉職，任意扮演喜歡的職業。
遊戲名為「飛天歷險」乃因遊戲當中獨特的飛行系統，如同武俠小說當中描述的「御劍飛行」，在遊戲當中，玩家可以使用武器作為飛行道具來快速移動。
2006年3月13日，《飛天歷險》於日本地區開始進行封閉測試，而在日本發行的遊戲名稱改為《飛天 Online》。
2006年9月20日，《飛天歷險》國際中文版封測正式開始，為免月費遊戲並改名為《飛天歷險Free》。
※至2008年1月為止，《飛天歷險online》已授權海外國家與代理商(依序排列)：日本(遊戲橘子)、歐洲15國(Game Media Networks)、印尼(PT. Dutakom Wibawa Putra)、泰國(Golden Soft)、北美(Aeria Games)。
2009年12月5日，印尼飛天歷險代理商PT. Dutakom Wibawa Putra宣佈由於合約到期，印尼版《飛天歷險》將於2010年4月1日關閉伺服器。
2009年12月31日，由於歐洲代理商Game Media Networks宣佈其入口網站GameTribe不再提供服務，《飛天歷險》在歐洲的營運亦在這一日宣告結束。
2014年11月7日，北美代理商SubaGames於kickstarter發起公眾集資活動，最後活動募得10,367加幣。同時間於10月16日，於Steam發起Greenlight，在11月28日通過。
2015年8月14日，北美版正式在Steam上架，也是第一款大宇資訊在Steam上架的作品。
2024年1月，香港發行商遊戲星星宣布取得本作之港澳代理權，定名為《飛天歷險2024》，於同年3月12日開放公測；6月19日該版本登陸Steam。

## 劇情部分
飛天歷險的任務主要分為主線劇情與旁支任務，主線劇情是以軒轅劍單機版遊戲《軒轅劍》初代和《軒轅劍貳》兩部作品的劇情改編移植到飛天歷險中重現。

## 種族
人類
歐洲版翻譯為Human。
基本上設定與一代相同，但與修羅族並非處於爭戰狀態。
天人
歐洲版翻譯為Sylph。
基本上設定與一代相同。
修羅
歐洲版翻譯為Felin。
二代的修羅族設定與一代有著非常大的不同，雖然崇尚力量這點仍舊維持不變，但入魔的部分則改為他們並非本性邪惡，而是受到詛咒，本來的模樣是青龍。
另外關於種族互相歧視的部份也作了改變：二代的修羅和人類已經不是互相戰爭的狀況。
鏡童
歐洲版翻譯為Sprite。
二代新增種族，是鏡王創造出來協助自己的特殊種族，體型比另外三種族都還要矮上一截。

## 職業
《飛天歷險》的職業和很多遊戲不一樣：
1. 可以隨意轉換職業，另外玩家的等級是和職業掛勾的，也就是說，如果劍客練到了最高的70級但跑去轉新職業的話，就得從10級重新練起。[6]
2. 轉職成另外一個職業的時候，可以將其他職業的能力以「天賦」的方式外掛於身上，即使不是該職業也可以使用該職業的技能(但威力會略為下降)。

### 各職業介紹
老百姓
玩家創造的角色首先都是這個職業，職業的特點是可以升級生活技能，必須要等到10級以後才能轉職成下面的職業。
劍客
特點一如其名是以劍技為主的職業，有五行劍技和要害攻擊兩方面的攻擊能力(兩者都要裝備劍才能用)。
刀客
特點一如其名是以刀技為主的職業。
傭兵
特點是可以使用長矛和斧頭，但也可以使用劍、刀、棍等，是一個特殊的職業，另外也可以使用重裝甲，有長矛攻擊技和斧頭攻擊技(前者需裝備長矛，後者則是要裝備斧頭)。
武術家
可以使用拳套與長棍，亦擁有過人的體力。
獵人
擅長使用弓箭類武器以及遠距離攻擊，但命中是其缺點。
盜賊
擅長使用匕首，可於遊戲內偷取怪物身上的金錢或者物品。
陰陽師
各種五行攻擊法術是其特長，但傷害輸出較為一般。
道士
擅用各類符咒，是法術攻擊傷害最高的職業，但其技能的施展需要消耗符紙。在飛天歷險Free中，本職業亦掌握增強屬性抗性的五行靈訣。
蠱師
擅長各類毒術以及蠱咒，另也可以種植各種蠱蟲類道具。
醫師
本作中唯一的治療系職業，也是唯一可以復活其他玩家的職業。
樂師
輔助系職業，技能多以輔助隊友的樂曲類技能為主。此職業亦擅長針對寵物的各項增益技能。
舞者
擅長使用扇子類武器以及範圍攻擊，以及各種功能的舞步。
商人
以算盤做為武器，技能多與金錢相關，但可以裝備盾牌，是本作僅有的兩個先天擁有裝備盾牌的能力的職業之一。

## 人物
十二鏡王的命名來源為太歲紀年的地支。
大淵獻鏡王
遊戲中第一位出現，代表「亥」的鏡王。
模樣為一老者，是玩家創造角色的導師。
困敦鏡王
遊戲中第二位出現，代表「子」的鏡王。
模樣為一清純女子。
掩茂鏡王
遊戲中第三位出現，代表「戌」的鏡王。
模樣為一書生，目前只在〈掩茂之惑〉的主線劇情中登場。

## 版本沿革暨運營狀況

### 台港澳

#### 月費版
- 運營狀況：官方伺服器於2010年10月12日正式宣告停止營運[7]。

#### 國際中文版(Free)
- 2007年8月8日 飛天歷險Free：飛天騎寵（Ver. 2.0.0.0）
  - 主要改版內容：

1. 開放等級上限至65級。
2. 各職業技能最高等級提升暨數值調整。
3. 職業等級開啟：長陽城武道館潛能開發指導員。
4. 開放寵物4階進階(60級進階)。
5. 開放寵物騎乘系統。
6. 新增小副本：棋藝老人、博學老人、保護軒轅幫、保護縣太爺之子、樺蓉探險隊。
7. 新增地圖王：甲骨劍客。

- 2008年1月16日 飛天歷險Free：乘雲（Ver. 3.1.3.1.）
  - 主要改版內容：

1. 新增全新職業：蠱師。
2. 全新地圖：大梁、大梁城(含相關地區任務)。
3. 新增大梁小副本：骨魚王、黑魔樹精。
4. 開放高階煉化系統(含靈氣寶珠系統、提煉原料系統、材料合成配方、提煉原料、破損護具、防局及強化道具製卷、採集材料包、六級材料、玄石)。

- 2008年3月26日 飛天歷險Free：桃花夢（Ver. 3.3.12.1.）
  - 主要改版內容：

1. 全新地圖：鏡書院。
2. 新增鏡書院地區任務：淨化鏡書院、內心的惡魔、拆除鏡書院機關、鏡書院寶珠商人。
3. 新增鏡書院地區副本：影子鏡童。
4. 新增特殊任務：桃花夢。

- 2008年12月17日 飛天歷險Free：比翼鳥（Ver. 4.1.2.3.）
  - 主要改版內容：

1. 開放同性結婚。
2. 新增寵物飛行。
3. 開放寄賣系統。
4. 新增神魔異事錄。
5. 新增地圖王：火眼唆倪。
6. 新增全新副本：妖魔塔。

- 2009年7月15日 飛天歷險Free：傾城之戀（Ver. 5.2.8.4.）
  - 主要改版內容：

1. 新增跑環任務。
2. 新增Loading小提示系統。
3. 新增超連結系統。
4. 新增裝備升階系統。
5. 新增裝備改造系統。
6. 新增公會戰系統。
7. 新增公會對抗賽系統。
8. 新增70級EXP轉換職業泉水系統。
9. 新增復仇王系統。
10. 新增機率觸發玄石系統。
11. 新增地圖：玄武塔、朱雀塔、青龍塔、白虎塔。
12. 開放全新伺服器：一飛沖天。

- 2012年7月4日 飛天歷險Free：輪迴再飛昇（Ver5.16.00.0）
  - 主要改版內容：

1. 新增轉生系統。
2. 新增寵物鑄魂系統。
3. 新增東海平原多重副本：消滅哞哞魚怪、莎夕彌王國士兵、樹精之聲。

- 2013年8月22日 飛天歷險Free：進擊的天師
  - 主要改版內容：

1. 新增進階職業天師。
2. 新增地圖大梁城內部。
3. 新增大梁城內部俠士任務阻止大梁城啟動、小副本前置任務搶回大米、小副本驚怖十三將之捕魂縣爺。
4. 寵物介面新增鑄魂按鈕。
5. 新增泡溫泉活動。

### 中國大陸
- 2006年1月17日轩辕II‧飞天历险：欢喜闹新婚
  - 主要改版内容：

1. 新增恋人1至5级任务。
2. 開放结婚系统。
3. 開放队伍分享系统。
4. 開放公会小屋系统。
5. 新增商人职业及生涯任务。
6. 開放飞行可过传点功能。
7. 新增公会介面增加公会基金的显示。
8. 新增公会会员列表排序功能。
9. 开放公会小屋、结婚礼堂地图。
10. 新增长阳仙师与新手指道员分别赠送导师书卷及新手旗幟。

- 中国大陆版本目前營運状况：

和《轩辕剑网路版》相同，飞天历险的中国大陆網星官方伺服器目前仍在运行中，但已不再进行任何更新與维护，也不再对外發售及提供点數卡；網星官方亦不再提供遊戲主程式下载；有遊戲主程式的玩家仍可通过申请体验帐号的形式进入伺服器進行遊戲。自2014年開始，專門用於對本作開卡儲值以及建立體驗帳號和正式帳號管理用的網星通行證系統亦已無法訪問。

### 日本
- 當前版本為改版第三季。
- 日本遊戲橘子發佈公告稱，該遊戲於2011年2月28日結束在日本的營運。

### 歐洲
- 營運狀況：已於2009年12月31日停止營運，官方網站亦已關閉。

### 北美洲
- 运营状况：2012年6月30日，由Aeria Games代理運營的版本宣告停運。[8]
- 2014年10月，Suba Games宣佈重新獲得本作之北美代理權[9]，並於其官方網站的新聞列表[10]宣布將於美國東部時間2/13 5:00PM開啟封測。此封測至美國東部時間3/19 5:00PM結束，並於一日後（3/20 5:00PM）開啟公測。
- 2014年10月15日，Suba Games在Steam Greenlight上發表關於本作的投票[11]，至2014年11月27日止，本作已獲得足夠多的支持票數，Suba Games將會在Steam平台上運營本作。

### 泰國
- 營運狀況: 已於2010年10月25日停止營運。

### 印尼
- 營運狀況：已於2010年4月1日停止營運。

### 港澳
- 2013年6月7日，香港天宇科技宣布取得本作之港澳代理權，並易名為《新飛天歷險》推出。[12]
- 2015年3月5日，天宇科技宣佈《新飛天歷險》於3月26日結束營運，且停運後不會保留任何的玩家資料。[13]
- 2024年3月12日，香港發行商遊戲星星宣布取得本作之港澳代理權，並易名為《飛天歷險2024》推出；同年6月19日登陸Steam。

## Flying PuPu
这是由大宇资讯于2011年推出的一款可以在iPad上运行的游戏，以本作之标志物飞噗噗为主角，游戏内容类似于同类型的iPad游戏《愤怒的小鸟》。
该款游戏上线推出后仅3天就占据5个国家或地区的iPad游戏下载榜冠军。

## 外部連結
- 國際中文版官方網站 （页面存档备份，存于） （繁體中文）
- 中國大陸官方網站 （页面存档备份，存于） （简体中文）
- 新北美新官方網站 （页面存档备份，存于） （英文）
- 飛天歷險2024-港澳版官方網站（页面存档备份，存于）
- 國際中文版官方的Facebook專頁（繁體中文）
- 新北美版官方的Facebook專頁 （英文）
- 新北美版官方的X（前Twitter） （英文）